# Рамбюр, Жан-Луи де
Жан-Луи де Рамбюр, виконт де Бретизель-Рамбюр (фр. Jean-Louis de Rambures; 19 мая 1930, Париж — 20 мая 2006, Водрикур, Сомма) — французский журналист, писатель, переводчик и атташе по культуре.

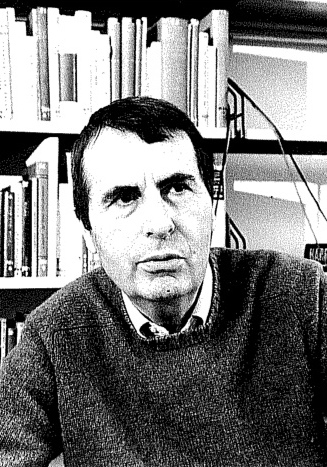
Jean-Louis de Rambures

## Биография
Сын бразильянки Люсиль Калогера и пикардийского дворянина Бернара де Бретизель-Рамбюра, с детства владел языками обоих родителей — португальским и французским. Кроме того, рано вступил в контакт с немецким языком и литературой, в дальнейшем переводил с немецкого. Он ходил в школу в Тулузе и в Париже и посещал университеты в Париже и Тюбингене, получив «Diplôme de l'Institut d'Études Politiques de Paris», «Licence en droit» и «Licence d'allemand». В 1958 году он начал работать в месячнике «Realités», который опубликовал его портреты таких людей искусства как Герберт фон Караян, Карлхайнц Штокхаузен и Лукино Висконти. С 1986 года он писал в журнале об искусстве «Connaissances des Arts», газете «L’Express» и в ежедневной газете Le Monde, которая издавала его в течение 25 лет. Начало работы писателей и возникновение литературы представляют для Рамбюра большой интерес. В продолжении нескольких лет он вступил в контакт с многочисленными писателями, многие из них (Ролан Барт, Жюльен Грак, Жан-Мари Гюстав Леклезио, Элен Сиксу, Герта Мюллер, Эрнст Юнгер, Томас Бернхард, Гюнтер Грасс, Генрих Бёлль) согласились дать ему интервью. Эти беседы были опубликованы в газете Le Monde и в произведении с заглавием «Comment travaillent les écrivains» («Как работают писатели». — Paris: Flammarion, 1978). Эта книга была переведена на японский язык и вышла из печати в 1979 году в Токио (Chuokoron-sha, Inc. Tokyo). С начала семидесятых годов он — атташе по культуре в Бонне, с 1975 года работал в отделе культуры министерства иностранных дел. В 1987—1995 годах он был директором Institut français: сперва в Саарбрюккене, а потом во Франкфурте-на-Майне. Также он выступал как переводчик — так, например Пауль Низон стал известен французской публике в его переводах.

## Награды
Жан-Луи де Рамбюр — кавалер ордена искусств и литературы. Также он был удостоен ордена «За заслуги перед Федеративной Республикой Германия» 1-й степени.

## Произведения
- «Comment travaillent les écrivains» («Как работают писатели»). — Paris: Flammarion, 1978.